# 펄닭새우
펄닭새우는 닭새우과의 절지동물이다. 몸길이는 20cm이다. 이마뿔은 편평한 삼각형판 2개로 되어있고, 각 2개의 이빨이 있다. 주로 진흙질의 해저에 서식한다. 